# U-Bahnhof Mierendorffplatz

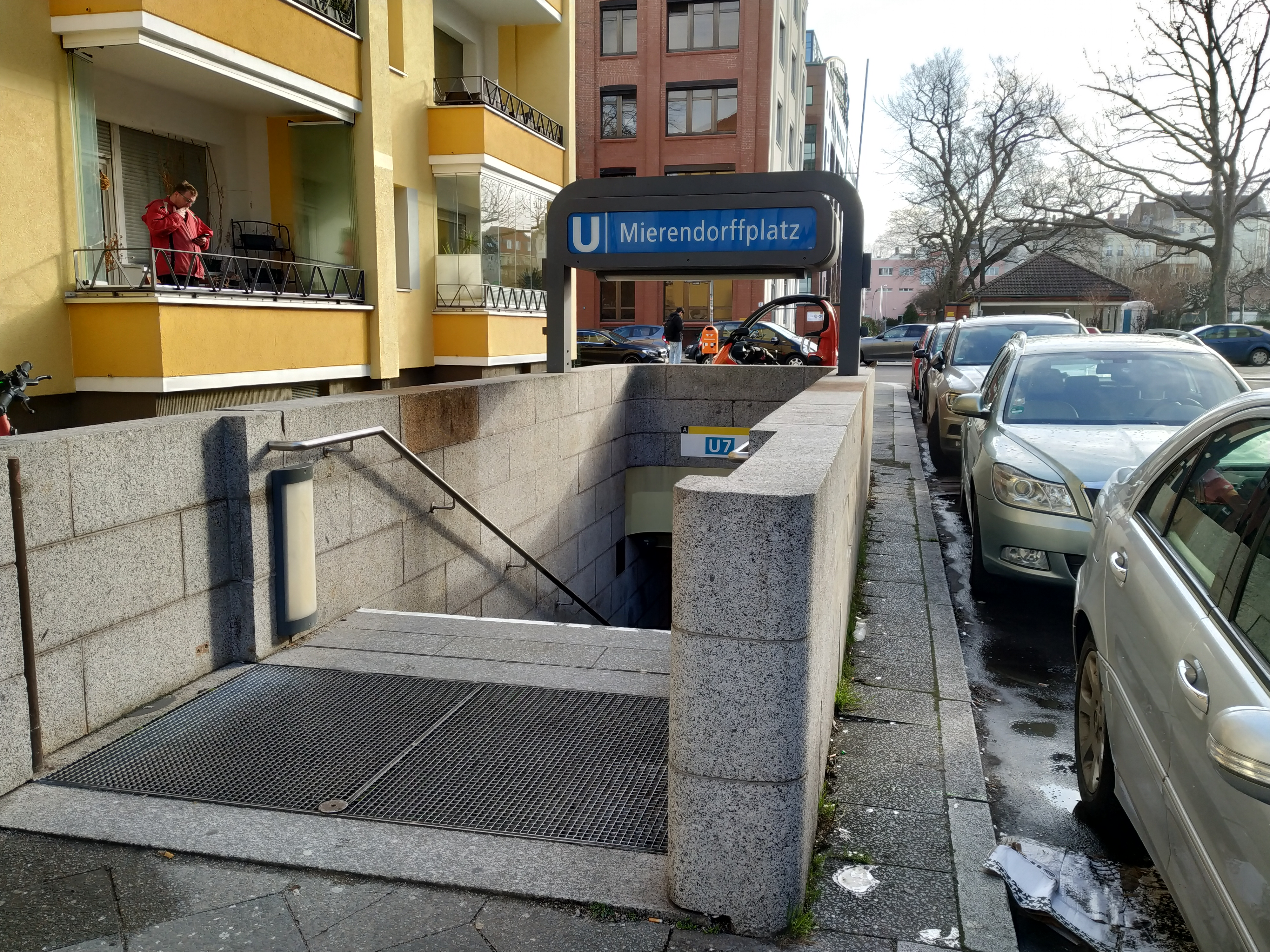
Bahnhofseingang in der Brahestraße

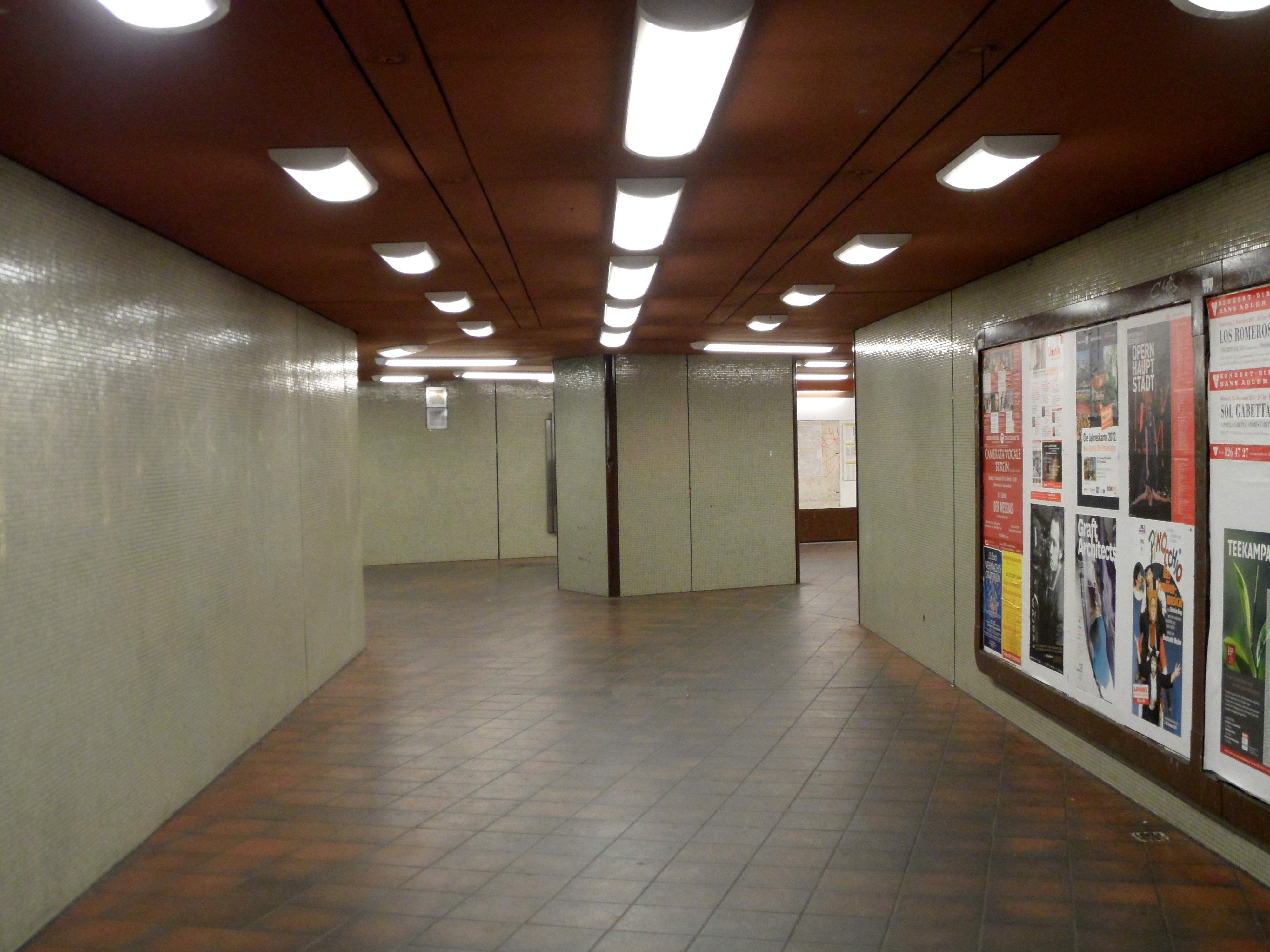
Zwischenebene des U-Bahnhofs

Der U-Bahnhof Mierendorffplatz ist eine Station der Berliner U-Bahn-Linie U7. Sie liegt unter dem gleichnamigen Platz im Ortsteil Charlottenburg und wird im Bahnhofsverzeichnis der BVG unter dem Kürzel Mp geführt.
Der Bahnhof wurde in offener Bauweise errichtet und am 1. Oktober 1980 im Zuge der Verlängerung der heutigen Linie U7 zum Rohrdamm eröffnet. Seine Gestaltung leitete Rainer G. Rümmler; das Fliesenmuster der Wand stellt in abstrakter Form das „M“ als Anfangsbuchstaben des Bahnhofsnamens dar. Zwar ist teilweise eine Rolltreppe, jedoch keine Aufzugsanlage vorhanden, sodass kein barrierefreier Zugang möglich ist (Stand: 2024). Der Aufzugseinbau soll zusammen mit der Verlängerung der Straßenbahnstrecke vom U-Bahnhof Turmstraße zum Bahnhof Jungfernheide realisiert werden.
Seit Mai 2017 sind die Wände der beiden Zwischengeschosse jeweils mit einer großformatigen historischen Fotografie des damaligen Gustav-Adolf-Platzes aus dem Jahr 1915 gestaltet.
Ende 2018 wurde der Bahnhof zusammen mit zwölf weiteren Stationen als Zeitzeuge für den West-Berliner U-Bahn-Bau der 1960er und 1970er Jahre unter Denkmalschutz gestellt.

## Anbindung
| Linie | Verlauf |
| ----- | --- |
|       | Rathaus Spandau – Altstadt Spandau – Zitadelle – Haselhorst – Paulsternstraße – Rohrdamm – Siemensdamm – Halemweg – Jakob-Kaiser-Platz – Jungfernheide – Mierendorffplatz – Richard-Wagner-Platz – Bismarckstraße – Wilmersdorfer Straße – Adenauerplatz – Konstanzer Straße – Fehrbelliner Platz – Blissestraße – Berliner Straße – Bayerischer Platz – Eisenacher Straße – Kleistpark – Yorckstraße – Möckernbrücke – Mehringdamm – Gneisenaustraße – Südstern – Hermannplatz – Rathaus Neukölln – Karl-Marx-Straße – Neukölln – Grenzallee – Blaschkoallee – Parchimer Allee – Britz-Süd – Johannisthaler Chaussee – Lipschitzallee – Wutzkyallee – Zwickauer Damm – Rudow |

Am U-Bahnhof bestehen Umsteigemöglichkeiten von der Linie U7 zu der Omnibuslinie M27 der BVG.